# Gloria Sevilla
Gloria Sevilla (Cebu, 31 gennaio 1932 – Oakland, 16 aprile 2022) è stata un'attrice filippina.

## Biografia
Gloria Sevilla nacque il 31 gennaio del 1932 a Cebu, nelle Filippine.

### Carriera
Venne considerata la "regina dei film Visayan" per la sua eredità di interpretazioni sullo schermo nei film realizzati da Visayan nelle Filippine durante gli anni '50 e '60.
La Sevilla ricevette il suo primo FAMAS Award nel 1963 come miglior attrice non protagonista nel film Madugong Paghihiganti del 1962. Vinse poi altri due FAMAS Award come miglior attrice per i film Badlis Sa Kinabuhi del 1969 e Gimingaw Ako del 1973. Nel corso della sua carriera, Sevilla recitò in diversi film iconici come Dyesebel del 1978, Guhit Ng Palad del 1988, Matud Nila del 1991, The Flor Contemplacion Story del 1995, Kay Tagal Kang Hinintay, Lapu-Lapu e Bida si Mister, Bida si misis del 2002 e infine El Presidente del 2012.
Rimase attiva anche nella televisione filippina. Durante gli anni '70 annunciò che avrebbe partecipato alla commedia Ang Biyenan kong Mangkukulam. Inoltre recitò nella sitcom Mamma Ko si Mayor.

### Morte
Morì il 16 aprile del 2022 all'età di 90 anni a Oakland, in California.

## Vita privata
Il primo marito di Gloria Sevilla fu l'attore Mat Ranillo Jr., morto in un incidente aereo nel 1969. Insieme ebbero cinque figli. Successivamente si sposò con l'attore e regista Amado Cortez, console generale delle Filippine a San Francisco prima della sua morte nel 2003. Da quest'ultimo ebbe una figlia.
Era madre delle attrici Suzette Ranillo e Lilibeth Ranillo, dell'attore Mat Ranillo III e del cantante-compositore Dandin Ranillo.

## Filmografia

### Cinema
- Princesa Tirana (1951)
- Leonorq (1951)
- Pailub Lang (1951)
- Utlanan (1952)
- Inahan (1952)
- Handumanan (1953)
- Rosas Pandan (1955)
- Once Upon a Time in Manila (1994)
- Kay Tagal Kang Hinintay (1998)
- Lapu-Lapu (2002)
- Pacquiao: The Movie (2006)
- El Presidente (2012)
- Boy Golden, Shoot to Kill (2013)
- M: Mother's Maiden Love (2014)
- You're My Boss (2015)
- Pagbalik (2019)

### Televisione
- Maalaala Mo Kaya (1993)
- Esperanza (1997)
- Recuerdo de Amor (2001-2003)
- Kay Tagal Kang Hinintay (2002-2003)
- Bida si Mister, Bida si Misis (2003)
- Captain Barbell (2006)
- Komiks Presents: Kapitan Boom (2008)
- May Bukas Pa (2010)
- Your Song (2010)
- Precious Hearts Romances Presents (2010)
- Wansapanataym (2011)
- Budoy (2011-2012)
- Be Careful With My Heart (2012-2024)
- Kailangan Ko'y Ikaw (2013)
- Nathalie (2015)
- Doble Kara (2015)
- Ang Probinsyano (2015)
- Calle Siete (2016)
- Asintado (2018)